# Thomasson (arte)

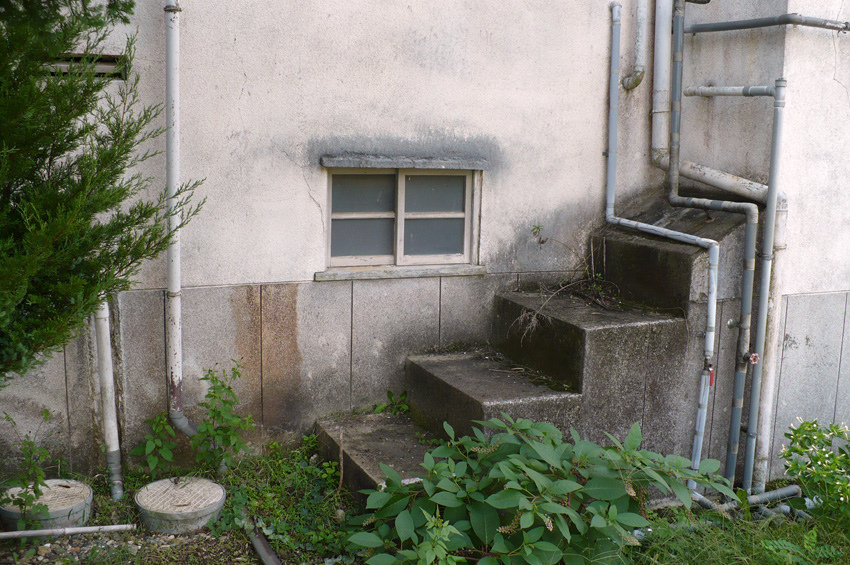
Una «escalera inútil», uno de los ejemplos más usuales de Thomasson.

Thomasson o Hiperarte Thomasson (en japonés: Tomason, トマソン o Chōgeijutsu Tomason, 超芸術トマソン) es un tipo de arte conceptual nombrado por el artista japonés Genpei Akasegawa en la década de 1980. Hace referencia a una estructura inútil, una anomalía arquitectónica que no cumple con su natural propósito o función, lo que la convierte en una obra de arte en sí misma; una escalera que no lleva a ninguna parte, una puerta que da al vacío o un balcón que carece de puerta para ser utilizado son algunos de los ejemplos más habituales.
En japonés no hay diferencia entre el singular y el plural del sustantivo Thomasson, por lo que es invariable. El término que también puede aparecer escrito como Tomason o Thomason.

## Etimología
El término Thomasson proviene del jugador de béisbol estadounidense Gary Thomasson, quien fue fichado por los Yomiuri Giants de la Liga Japonesa de Béisbol Profesional por una suma de dinero récord: Thomasson, uno de los mejores bateadores de las Grandes Ligas de Béisbol, se convirtió en el extranjero mejor pagado de la liga japonesa, cobrando 1,2 millones de dólares durante las dos temporadas con el equipo (1981-1982). Sin embargo, durante su breve estancia en Japón, su rendimiento comenzó a bajar y, antes de ser enviado al banquillo, sus estadísticas estaban cerca de establecer el récord de strikeouts de la liga. Akasegawa, viendo el rol improductivo que desempeñaba Thomasson en el equipo, encontró una analogía adecuada para «un objeto, parte de un edificio, que se mantuvo en buenas condiciones, pero sin ningún propósito, hasta el punto de convertirse en una obra de arte».

## Historia

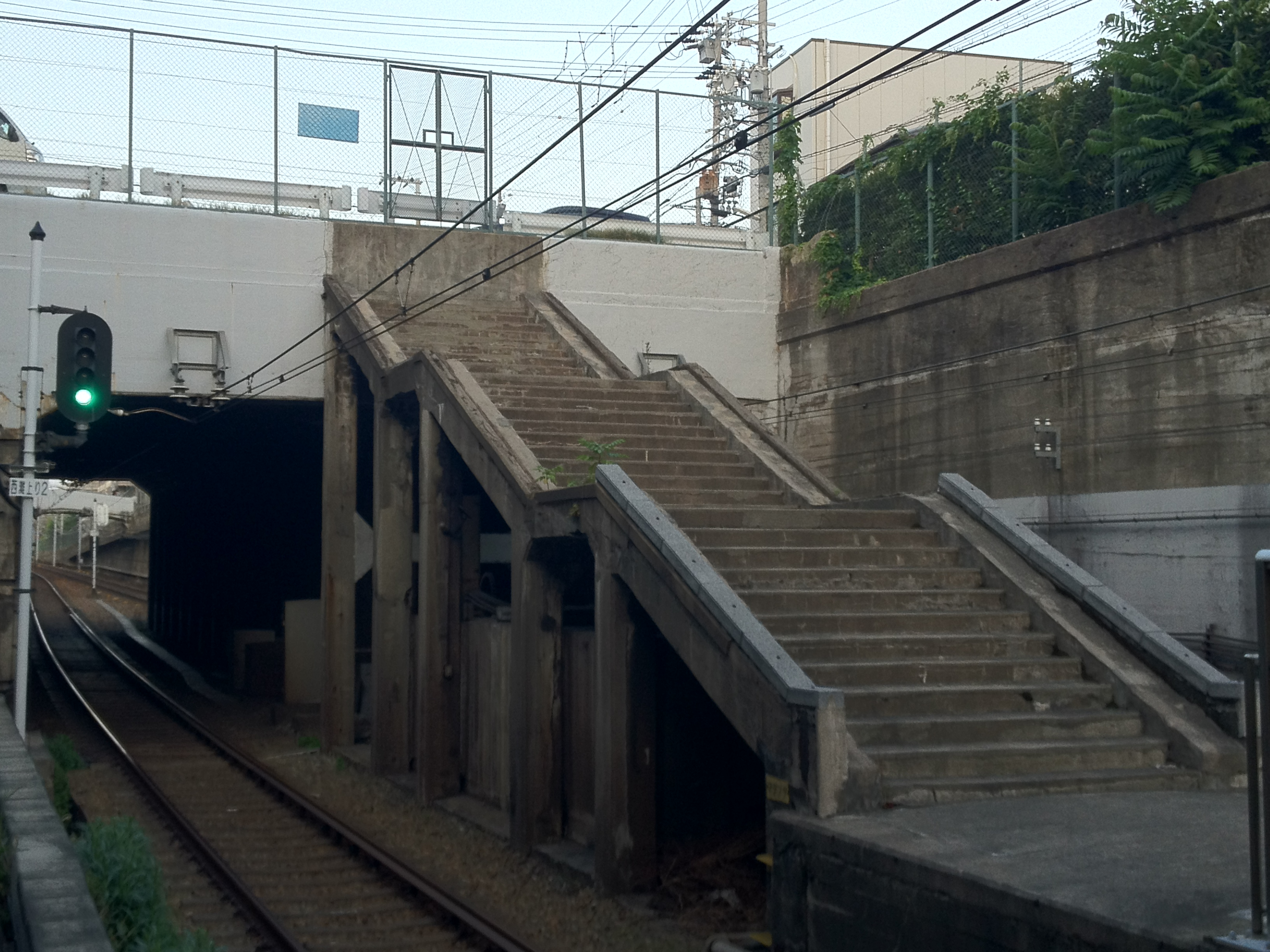
Ejemplo de una escalera innecesaria.

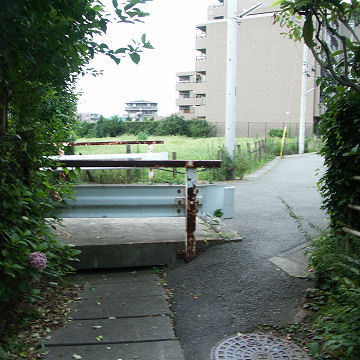
Ejemplo de un puente innecesario.

Akasegawa descubrió el primer Thomasson en el año 1972 en Yotsuya, Tokio, cuando se percató de una escalera que no tenía entrada. No obstante, el pasamanos de la escalera mostraba signos de reparación, lo que sugiere que todavía se le estaba dando mantenimiento a pesar de la aparente inutilidad de la escalera. Al año siguiente, Akasegawa descubrió una ventanilla de boletos tapiada en la estación Ekoda en la línea Seibu Ikebukuro. La madera contrachapada utilizada para entablar la ventana se había cortado cuidadosamente para que encajara en la bandeja de piedra curvada de la ventanilla, desgastada tras años de uso. Minami Shindō, un colega artista de Akasegawa, también encontró una puerta de entrada en un hospital en Ochanomizu que se había llenado completamente con concreto, mientras que la puerta de entrada en sí todavía estaba en buenas condiciones.
Akasegawa empezó a referirse a estos ejemplos como "hiperarte»: sus características similares hacen de ellas «un objeto que, al igual que una obra de arte, no tiene ningún propósito en la sociedad, pero también, al igual que una obra de arte, se conserva con cuidado, hasta el punto en que parece estar en exhibición. Sin embargo, estos objetos no parecen tener un creador, haciéndolos aún más parecidos al arte que el arte normal». Además, especificó que el hiperarte no puede ser creado por un artista, pues no fueron creados para ser vistos como piezas de arte conceptual, sino que solo un observador lo puede encontrar y reconocer como tal.
A aquellas piezas de hiperarte que formaban parte de edificios o del entorno construido se les dio el nombre de Thomasson. El nombre se decidió durante una discusión entre Akasegawa y sus alumnos durante su clase sobre «Modernología» (un concepto creado por Wajiro Kon). El concepto de Thomasson se presentó al público general en 1982, a través de una serie de artículos en la revista Shashin Jidai. Posteriormente, estos artículos fueron publicados por la casa editorial Byakuya-Shobō en un libro titulado Chōgeijutsu Tomason.

## Influencia
Tras la publicación de los artículos de Akasegawa, la popularidad del Thomasson tuvo un gran efecto en los estudiantes y jóvenes interesados en las artes y la vanguardia. La palabra Thomasson incluso llegó a extenderse a personas que no entendían a qué se refería, en una especie de fenómeno social. En 1983, el Centro de Observación Thomasson realizó una exposición titulada "Paisaje urbano en angustia» en la Galería 612 en Shinjuku, mostrando las pinturas y fotografías de Akasegawa sobre los Thomasson, además de imágenes hechas por sus alumnos y otras enviadas por los lectores de la revista.
Casi al mismo tiempo, otros artistas e intelectuales perseguían proyectos similares. El trabajo de Terunobu Fujimori sobre Detectives de arquitectura, el trabajo de catalogación de tapas de alcantarillas de Hayashi Jōji, las colecciones de pegatinas de papel de Minami Shinbo, el trabajo de Ichigi Tsutomu sobre fragmentos arquitectónicos y otras colecciones similares, llevaron a Chikuma Shobō a publicar un libro titulado Rojō kansatsugaku nyūmon ("Manual de observación callejera») en 1986.
En los años inmediatamente posteriores al boom del Thomasson, el concepto fue referenciado en el cine y la literatura. En la película Patlabor: la película (1989), una escena presentaba la "bomba atómica» tipo Thomasson. La novela de ciencia ficción Virtual Light (1993) de William Gibson también hace múltiples referencias a los Thomasson.

## Redescubrimiento
En 2010, la edición de Chikuma Shobō de Chōgeijutsu Tomason fue traducida al inglés por Matt Fargo y publicada como Hyperart: Thomasson. En 2012, el Centro de Observación Thomasson creó una página en Facebook y comenzó a aceptar publicaciones sobre Thomasson a través de Internet. El concepto ha sido cubierto por varios medios de comunicación anglófonos.
El trabajo del historiador nipólogo estadounidense Jordan Sand Tokyo Vernacular: Common Spaces, Local Histories, Found Objects (2013) también analiza el fenómeno Thomasson en su tercer capítulo, titulado "Propiedades desviadas: estudios de observación de calles». Sand también contribuyó en la traducción de Fargo en 2010.